# Амиск
Езерото Амиск (на английски: Amisk Lake) е 14-о по големина езеро в провинция Саскачеван. Площта му, заедно с островите в него е 430 км2, която му отрежда 115-о място сред езерата на Канада. Площта само на водното огледало без островите е 347 км2. Надморската височина на водата е 294 м.
Езерото се намира в източната част на провинция Саскачеван, на 16 км югозападно от град Флин Флон. Дължината му от север на юг е 35 км, а максималната му ширина – 19 км. Максималната му дълбочина е 60 м.
Амиск има силно разчленена брегова линия, с множество заливи, протоци, полуострови и острови, с площ от 83 км2.
Площта на водосборния му басейн е около 14 600 km2, като в езерото протича река Стърджън Уиър.
Покрай източното крайбрежие на езерото преминава провинциално шосе № 167, на което се намира малкото и единствено селище по бреговете му Денар Бийч (770 души), в близост до което има сезонно летище.
Амиск е открито на 1 ноември 1775 г. от Питър Понд, служител на „Компанията Хъдсънов залив“, търгуваща с ценни животински кожи. Заедно с другите участници в похода и местни индианци Понд построява търговско селище (фактория) на брега на езерото, което просъществува едва до 1778 г.